# Boston-Marathon 1937
| 41. Boston-Marathon    | 41. Boston-Marathon        |
| ---------------------- | -------------------------- |
| Stadt                  | Boston, Vereinigte Staaten |
| Datum                  | 19. April 1937             |
| Distanz                | 41,1 – 42,2 Kilometer      |
| Sieger                 |                            |
| Männer                 | Walter Young (2:33:20 h)   |
| ← Boston-Marathon 1936 | Boston-Marathon 1938 →     |
| Website                | Offizielle Website         |

Der Boston-Marathon 1937 war die 41. Ausgabe der jährlich stattfindenden Laufveranstaltung in Boston, Vereinigte Staaten. Der Marathon fand am 19. April 1937 statt. Die Laufdistanz betrug zwischen 41,1 und 42,2 Kilometer.
Es gewann Walter Young in 2:33:20 h.

## Ergebnis
| Platz | Athlet          | Land               | Zeit (h) |
| ----- | --------------- | ------------------ | -------- |
| 01    | Walter Young    | Kanada             | 2:33:20  |
| 02    | Johnny Kelley   | Vereinigte Staaten | 2:39:02  |
| 03    | Leslie Pawson   | Vereinigte Staaten | 2:41:46  |
| 04    | Fred Ward       | Vereinigte Staaten | 2:42:59  |
| 05    | Duncan McCallum | Kanada             | 2:43:16  |
| 06    | Hugo Kauppinen  | Vereinigte Staaten | 2:46:06  |
| 07    | Gérard Côté     | Kanada             | 2:46:46  |
| 08    | Joseph Plouffe  | Vereinigte Staaten | 2:46:53  |
| 09    | Jock Semple     | Vereinigte Staaten | 2:48:13  |
| 10    | Leo Giard       | Vereinigte Staaten | 2:48:31  |